# Ямана
Я́мана (Tequenica, Yagán, Yaghan, Yahgan, Yámana) — исчезнувший изолированный индейский язык, на котором говорили яганы, проживавшие в селении Укика, в городе Пуэрто-Уильямс на острове Наварино в Чили, а также на крайнем юге острова Огненная Земля в Аргентине. Часто считается изолятом.
В 1946 г. на яганском говорило не менее 60 человек. Ямана имел до 5 диалектов. В последнее десятилетие XX века в Аргентине язык практически исчез. После смерти 84-летней носительницы языка Эмилины Акуньи (1921 — 12 октября 2005) остался один носитель — её невестка (сестра мужа) Кристина Кальдерон, которая жила в селении Укика (остров Наварино) в Чили. Кальдерон (часто называли просто Абуэла — бабушка) вместе со своей внучкой Кристиной Заррага и сестрой Урсулой (1925—2003) издала в 2005 году книгу Hai kur mamášu čis («Хочу рассказать вам историю»), в которой собраны яганские сказки, рассказанные ей представителями старших поколений племени. В 2022 году Кристина Кальдерон также умерла.